# Escudos de campaña (Wehrmacht)
Los escudos de campaña (en alemán: Ärmelschild) eran insignias con diferentes diseños otorgadas a los miembros de la Wehrmacht por participar en batallas o campañas específicas durante la Segunda Guerra Mundial. Cada escudo se usaba en la parte superior de la manga, en la chaqueta del uniforme. Cuando un destinatario recibía más de un escudo, el primero se usaba por encima de las condecoraciones posteriores.

## Condecoraciones oficiales
| Escudo                            | Fecha oficial                | Otorgado por | Número de entregados | Rama militar                  | Imagen |
| --------------------------------- | ---------------------------- | --- | -------------------- | ----------------------------- | ------ |
| Escudo de Narvik Narvikschild     | 19 de agosto de 1940         | El desembarco en Narvik o la participación en acciones militares en las batallas de Narvik entre el 9 de abril y el 9 de junio de 1940 | 8.527                | Heer, Luftwaffe, Kriegsmarine |        |
| Escudo de Cholm Cholmschild       | 1 de julio de 1942           | Defensa de la bolsa de Cholm entre el 21 de enero y el 5 de mayo de 1942 | aprox. 5.500         | Heer, Luftwaffe               |        |
| Escudo de Crimea Krimschild       | 25 de julio de 1942          | La campaña de Crimea, del 21 de septiembre de 1941 al 4 de julio de 1942, incluido el asedio de Sebastopol | aprox. 250.000       | Heer, Luftwaffe, Kriegsmarine |        |
| Escudo de Demyansk Demjanskschild | 25 de abril de 1943          | Defensa de la bolsa de Demyansk, febrero a mayo de 1942 | aprox. 96.000        | Heer, Luftwaffe, Waffen-SS    |        |
| Escudo de Kubán Kubanschild       | 20 de septiembre de 1943     | Las acciones militares en torno a la cabeza de puente de Kubán del 1 de febrero al 9 de octubre de 1943 | aprox. 145.000       | Heer, Luftwaffe, Kriegsmarine |        |
| Escudo de Varsovia Warschauschild | 10 de diciembre de 1944      | Represión del alzamiento de Varsovia entre el 1 de agosto y el 2 de octubre de 1944. Si bien se aprobaron los criterios de adjudicación y el diseño, no se produjo ninguno al final de la guerra. | Ninguno              | Heer, Luftwaffe, Waffen-SS    |        |
| Escudo de Laponia Lapplandschild  | Entre febrero y mayo de 1945 | Otorgado al 20.° Ejército de Montaña por su servicio en Finlandia, de septiembre de 1944 a mayo de 1945. El escudo fue aprobado y diseñado poco antes del final de la guerra, y los primeros beneficiarios ya se nombraron en marzo de 1945 y recibieron la notificación del premio en sus libretas militares, pero los primeros se otorgaron solo después de la rendición de Alemania y, de hecho, se entregaron a partir de julio de 1945.. | Desconocido          | Heer, Luftwaffe, Kriegsmarine |        |

### Versiones de posguerra
Después de una prohibición inicial, la República Federal de Alemania volvió a autorizar el uso de muchas condecoraciones militares de la Segunda Guerra Mundial en 1957. Esto incluía todos los escudos oficiales de campaña excepto el Escudo de Varsovia y el Escudo de Laponia. Rediseñado para eliminar el emblema de la esvástica, los miembros de la Bundeswehr podían usar los escudos en sus ribetes, representada por una pequeña réplica de la condecoración en un ribete gris.

## Condecoraciones no oficiales o eliminadas antes de la adjudicación
Varios escudos no llegaron a ser oficiales o se les retiró la aprobación durante la fase de diseño y, por lo tanto, nunca se fabricaron ni se otorgaron:
| Escudo                                                           | Fecha oficial                        | Otorgado por                                                             | Número de entregados   | Rama militar                            | Imagen |
| ---------------------------------------------------------------- | ------------------------------------ | ------------------------------------------------------------------------ | ---------------------- | --------------------------------------- | ------ |
| Escudo de Stalingrado Stalingradschild                           | No se procedió                       | Batalla de Stalingrado, 1942-43                                          | Ninguno                | Heer, Luftwaffe                         |        |
| Escudo de los Balcanes Balkanschild                              | No se procedió                       | Batallas de los Balcanes, 1944-1945                                      | Ninguno                | Heer, Luftwaffe, Kriegsmarine Waffen-SS |        |
| Escudo de Budapest Budapestschild                                | No se procedió                       | Sitio de Budapest, de diciembre de 1944 a febrero de 1945                | Ninguno                | Heer, Luftwaffe, Waffen-SS              |        |
| Escudo de Dunkerque Dünkirchenschild                             | Fabricado y otorgado de manera local | Sitio de Dunkerque (1944-1945). Este escudo se usó en el lado izquierdo. | aprox. 12.000 a 15.000 | Heer, Luftwaffe, Kriegsmarine           |        |
| Escudo de Lorient Lorientschild                                  | Fabricado y otorgado de manera local | Sitio de Lorient, 1944-45                                                | aprox. 10.000 a 12.000 | Heer, Luftwaffe, Kriegsmarine           |        |
| Escudo del Frente de Memel y Niemen Memel- und Njemenfrontschild | No se procedió                       | Batalla en el área de la ciudad de Memel y el río Niemen, 1944-1945      | Ninguno                | Heer, Luftwaffe, Kriegsmarine           |        |